# Rivière Déception (baie Déception)
Pour les articles homonymes, voir Déception (homonymie).
La rivière Déception est un affluent de la baie Déception laquelle se déverse dans le détroit d'Hudson. Cette rivière coule dans le territoire non organisé de Rivière-Koksoak faisant partie de l'administration régionale Kativik, dans la région administrative du Nord-du-Québec, au Québec, au Canada.

## Géographie
Prenant sa source d'un petit lac sans nom (altitude : 593 m), la rivière Déception coule sur :
- 6,8 km vers l'ouest ;
- 11,7 km vers le nord-ouest, jusqu'à l'embouchure de la rivière Déception Est située près du village nordique de Kattiniq (près du lac Raglan), de la colline de l'Amiante, du village nordique de Purtuniq et la montagne Qaqqakallaluk. Note : Le village de Purtuniq avait été créé pour fin d'exploitation du minerai d'amiante. Le village de Kattiniq a été créé vers 1991 pour fin d'exploitation d'une mine de Nickel, à l'origine par la société Falcon Bridge, puis Xstrata Nickel et depuis 2014 l'exploitant est Glencore Mine Raglan dont le siège social est à Barr, en Suisse.
- 24,4 km vers le nord, jusqu'à l'embouchure d'une petite rivière venant de l'est ;
- 3,4 km vers le nord, jusqu'à la décharge du lac Florence, venant de l'ouest ;
- 3,0 km vers le nord-est, jusqu'à l'embouchure d'une rivière, venant de l'est ;
- 10,0 km vers le nord, jusqu'à l'embouchure d'une rivière, venant de l'est ;
- 19,2 km vers l'ouest, jusqu'à l'embouchure de la rivière rivière Tuttuquaaluk, venant du nord ;
- 14,5 km vers le nord-ouest, jusqu'à l'embouchure de la décharge du lac Paumart, venant du nord. Dans ce segment, la rivière Déception passe au pied de la montagne "Dune Ippikallak" ;
- 14,5 km vers l'ouest, jusqu'à l'embouchure du lac Françoys-Malherbe, venant du sud ;
- 6,3 km vers l'ouest, jusqu'à l'embouchure d'une rivière, venant du nord ;
- 8,5 km vers l'ouest, jusqu'à l'embouchure de la rivière dans la baie Déception. Au sud de l'aéroport de Déception, la rivière Déception recueille les eaux du ruisseau Saputiit (venant du sud) qui draine les eaux du lac Duquet (longueur : 7,7 km).

Le camp Tupirvialuk est aménagé sur la rive sud-est du lac Françoys-Malherbe (longueur : 19,0 km dans le sens nord-sud) lequel se déverse dans la rivière Déception. En amont, ce lac recueille sur sa rive sud les eaux venant du lac Watts (longueur : 16,7 km dans le sens nord-sud) qui se déverse à l'extrême nord dans la baie Ivitaaruit, puis le courant traverse sur 4,2 km vers le nord le marécage Urpialuit jusqu'au lac Françoys-Malherbe ; la rivière Qullisaup Kuunga (venant du sud-ouest) se déverse dans ce marécage. Le lac Watts recueille sur :
- sa rive sud les eaux de la rivière Kangillialuk, située entre la Pointe Katinniq et la montagne Qaqqakallaluk ;
- sur sa rive est, les eaux de la rivière du Faucon.

La rivière Déception se déverse sur une longue grève sur la rive sud-ouest au fond de la baie près du village de Déception. Un vaste estran occupe le fond de cette baie qui s'ouvre sur le détroit d'Hudson, à environ 60 km à l'ouest du cap de Nouvelle-France.
Les bassins versants voisins de la rivière Déception sont :
- côté nord : baie Déception, détroit d'Hudson ;
- côté est : rivière Jacquère, rivière Déception Est, rivière Tuttuquaaluk ;
- côté sud : lac Rinfret, rivière de Puvirnituq
- côté ouest : ruisseau Saputiit, rivière Qullisaup Kuunga, lac Françoys-Malherbe, lac Watts, rivière Kangillialuk

## Toponymie
L'origine de cet ancien toponyme reste inconnu. Ce toponyme avait initialement été attribué à la baie, puis à la rivière et enfin à un de ses tributaires. Deux hypothèses subsistent sur l'origine du toponyme. Certains soutiennent que ce nom proviendrait d'un navire de la Compagnie de la Baie d'Hudson ayant fait naufrage dans la baie lors d'une tempête, au XIXe siècle. D'autres estiment qu'il aurait été utilisé par John Arrowsmith pour souligner la déception qu'aurait eue à cet endroit, en 1611, Robert Greene et ses hommes à la suite des gestes d'inimitié de la part des Inuits.
Une carte éditée en 1834 par John Arrowsmith indique d'ailleurs les appellations "Deception Bay" ou "Forster Harbour".
Le toponyme rivière Déception a été officialisé le 5 décembre 1968 par la Commission de toponymie du Québec.